# Santa Coloma d'Andorra
Santa Coloma d'Andorra eller blot Santa Coloma er en lille by i Andorra med 3.002(2016)indbyggere. Byen ligger 2 km fra hovedstaden Andorra la Vella.
Byens kirke, der stammer fra det 9. århundrede, blev optaget på UNESCOs Verdensarvsliste i 1999.